# Алекс ван Хејлен
Александер Артур ван Хејлен (хол. Alexander Arthur van Halen; 8. мај 1953) је холандско-амерички музичар који је бубњар и један од оснивача хард рок групе Ван Хејлен.